# 巫啓賢
巫啓賢(ラテン翻記：Eric Moo Chii Yuan、1963年2月9日 -)は、マレーシア出身の歌手、俳優。

## 略歴
ペラ州に生まれる。祖籍は広東省梅県区の客家で、1984年に『星空下』でデビュー。日本では松任谷由実プロデュースにより『それが君の願いなら』でシングルをリリースしており、森田公一とトップギャランのヒット曲『青春時代』を『为青春欢唱』の名で北京語カヴァーしている(尚、この『为青春欢唱』はスレンバンの芙蓉中学創立100周年記念コンサートでも披露され、学校関係者や来客に魅了された)。
2000年にはシンガポール出身の女性と結婚し、現在は2女の父親でもある。また、敬虔な福音派クリスチャンであり、近年は教会音楽の作曲活動も行っている。中華圏では現在でも非常に人気がある。現在は北京市在住とされているが、ナジブ・ラザクの支持者である事を公言しており、その発言が物議を醸した事もある。ナジブ氏に対しては首相在任中に、政府系ファンド「1マレーシア・デベロップメント・ブルハド」から7億ドル近い資金を流用したとの疑惑がくすぶっていた。
| スタブアイコン | サブスタブ | この項目は、まだ閲覧者の調べものの参照としては役立たない、人物に関連した書きかけの項目です。この項目を加筆・訂正などしてくださる協力者を求めています（P:人物伝/PJ:人物伝）。 |